# Le Repas des fauves
Cet article concerne la pièce de Vahé Katcha. Pour l'adaptation cinématographique, voir Le Repas des fauves (film).
Le Repas des fauves est une pièce de théâtre de Vahé Katcha écrite en 1960 et mise en scène en 2009 par Julien Sibre. Elle est reprise avec succès en 2023-2024 au théâtre Hébertot à Paris puis en tournée partout en France en 2025.

## Résumé
1942 : dans la France occupée, sept amis se retrouvent pour fêter l’anniversaire de leur hôtesse. La soirée se déroule sous les meilleurs auspices, jusqu'à ce que, au pied de leur immeuble, soient abattus deux officiers allemands. Par représailles, la Gestapo exige qu'ils désignent deux otages choisis parmi eux.
Le commandant Kaubach, qui dirige cette opération, reconnaît, en la personne du propriétaire de l’appartement, M. Pélissier, un libraire à qui il achète régulièrement des ouvrages. Soucieux d’entretenir les rapports courtois qu'il a toujours eus avec le libraire, le commandant Kaubach décide de ne passer prendre les otages qu'au dessert.

## Fiche technique
- Titre : Le Repas des fauves
- Auteur : Vahé Katcha
- Adaptation et mise en scène : Julien Sibre
- Assistante mise en scène : Isabelle Brannens
- Décors : Camille Duchemin
- Costumes : Louise Rapp - Mélisande de Serres
- Réalisation graphique : Cyril Drouin
- Création lumière : Stéphane Loirat
- Musique : Hedinski
- Représentations : 2010 - 2013 (Théâtre Michel, Théâtre du Palais-Royal, Paris), également en tournée depuis 2011
- 2023 - 2024 Théâtre Hébertot, Paris et tournée en France en 2025.
- Pays d'origine :  France

## Distribution
- Cyril Aubin ou Sébastien Desjours : Dr Jean-Paul Pagnon
- Olivier Bouana : Victor Pélissier
- Pascal Casanova en alternance avec Jacques Bouanich puis Thierry Frémont : André Lequebec
- Stéphanie Hédin en alternance avec Barbara Tissier (remplacement) : Françoise
- Pierre-Jean Pagès : Commandant Kaubach
- Jérémy Prévost en alternance avec Alexis Victor (remplacement) : Pierre
- Julien Sibre ou Benjamin Egner : Vincent
- Caroline Victoria ou Stéphanie Caillol: Sophie Pélissier

## Genèse du projet
Julien Sibre a eu l'idée de monter la pièce en 2001, en voyant à la télévision le film de Christian-Jaque, Le Repas des fauves, avec Claude Rich, France Anglade, Francis Blanche, Antonella Lualdi. Après avoir abandonné un autre projet, il a contacté Vahé Katcha, l'auteur de la pièce, puis retravaillé l'adaptation avec son accord (l'auteur est décédé entre-temps, en 2003). Julien Sibre a travaillé cinq ans dessus avant de la monter en 2010. Il élargit cette pièce en collaborant avec Cyril Drouin, le réalisateur graphique, avec des images en noir et blanc tracées d'un trait sobre et abrupt rappelant Persépolis de Marjane Satrapi.

« Je souhaitais un point de vue un peu plus moderne, que le spectateur soit l'acteur d'une histoire à laquelle il aurait pu ou pourrait un jour être confronté. »

— Julien Sibre

### Distribution
Certains des comédiens sont avant tout connus pour leur voix, car issus du domaine du doublage. Ainsi, le metteur en scène Julien Sibre est la voix attirée d'Eddie Kaye Thomas, Cyril Aubin, Pascal Casanova, Stéphanie Hédin ou encore Jérémy Prévost prêtent régulièrement leurs voix pour de nombreux films, séries télévisées et dessins animés. La comédienne Barbara Tissier est la voix française habituelle de l'actrice Cameron Diaz, Alexis Victor est la voix française régulière des acteurs Bradley Cooper et Josh Duhamel et Caroline Victoria  la voix d'Anne Hathaway.

## Historique
La création a eu lieu le 22 octobre 2009 au théâtre André-Malraux de Rueil-Malmaison, avant d'être jouée de septembre 2010 à janvier 2011 au théâtre Michel à Paris 8e, puis en tournée dans toute la France, en Belgique et en Suisse.
La pièce est reprise pour une seconde période au même théâtre de septembre 2012 à janvier 2013. La pièce a fêté ses six cents représentations.
Elle se produit au théâtre du Palais-Royal à Paris pour cinquante représentations en mai 2013.
La pièce a connu un grand succès et de très bonnes critiques dans la presse.[réf. nécessaire]
Aux Molières 2011, le spectacle a été nommé dans quatre catégories et a gagné trois récompenses : Molière de l'adaptateur, Molière du metteur en scène et Molière du théâtre privé.
La pièce est à nouveau jouée avec succès au théâtre Hébertot à partir de septembre 2023.
La pièce est montée en Angleterre (et en anglais) pour la première fois en mai 2016 à l'université d'East Anglia (Norwich) par Je Ne Sais Quoi Theatre, sous le titre Feeding Time.

## Adaptation
Un film fut adapté de la pièce au cinéma en 1964 par Christian-Jaque : Le Repas des fauves, avec Claude Rich, France Anglade, Francis Blanche et Antonella Lualdi.